# Marc Charlan
Marc Charlan ou Rocky Chignolle, de son vrai nom Jean-Marc Vignon, né le 10 juillet 1956 à Saint-Malo en Ille-et-Vilaine, est un auteur-compositeur-interprète français.

## Biographie
De son vrai nom Jean-Marc Vignon, il est né le 10 juillet 1956 à Saint-Malo en Ille-et-Vilaine.
Il fait un stage dans le journalisme pour RTL à la maison de la radio de Paris en 1968.
L'année suivante, le jeune Marc devient présentateur des émissions en prime time  pour Radio Monte Carlo.
Il anime temporairement « Samedi et Compagnie », une émission de la première chaîne de télévision de l'ORTF où il accueille, notamment, Jimi Hendrix ; au fil des rencontres, Marc développera son ambition d'être chanteur.
En 1982, Marc Charlan change son pseudonyme sous le nom de Rocky Chignolle.

## Discographie
En 1973, Marc sort son premier 45 tours intitulé « Petite Amie » en Face A et en Face B « Moi je m’en fous ».
En 1974, il réalise son tout premier succès, d'une chanson rock « Ma p’tite Irène » diffusée en radio. La même année, il interprète aussi le tube Je me casse à Palavas, sur une musique de Francis Andrieux et des paroles de Jean-Marc Vignon ; Paris : les Éd. le Rideau rouge.
En 1990, le chanteur publie son dernier disque « Hola que tal ».
En 1982 sous le nom de Marc Charlan, il chante « Olivia » qui a été déjà enregistrée en 1979.